# Bính Thân
Bính Thân (chữ Hán: 丙申) là kết hợp thứ 33 trong hệ thống đánh số Can Chi của người Á Đông. Nó được kết hợp từ thiên can Bính (Hỏa dương) và địa chi Thân (Khỉ). Trong chu kỳ của lịch Trung Quốc, nó xuất hiện trước Đinh Dậu và sau Ất Mùi.

## Các năm Bính Thân
Giữa năm 1700 và 2200, những năm sau đây là năm Bính Thân (lưu ý ngày được đưa ra được tính theo lịch Việt Nam, chưa được sử dụng trước năm 1967):
- 1716
- 1776
- 1836
- 1896
- 1956 (12 tháng 2, 1956 – 30 tháng 1, 1957)
- 2016 (8 tháng 2, 2016 – 27 tháng 1, 2017)
- 2076 (5 tháng 2, 2076 – 23 tháng 1, 2077)
- 2136
- 2196